# Regimantas Miniotas
Regimantas Miniotas (Kėdainiai, 14 marzo 1996) è un cestista lituano.

## Palmarès
- Coppa di Lituania: 1

Žalgiris Kaunas: 2021-2022